# وجود إلهي
الوجود الإلهي أو وجود الله أو الإله أو ببساطة الوجودهي فكرة في الدين والروحانيات والإلهيات التي تتعامل مع القدرة المطلقة قدرة الإله/أو الآلهة على «الوجود» مع البشر. وعادة ما يكون معظم الآلهة قادرين على التفاعل مع العالم الطبيعي، والأهم من ذلك، مع البشر، بحيث يكون الإله قادرًا على التأثير في البشر.
وفقًا لبعض أنواع الديانات التوحيدية، الإله موجود في كل مكان وفي التخاطر ويمكنه قراءة ومشاهدة وتفسير وتقييم وفهم جميع الأفكار البشرية والمفاهيم، ويمكنه تنفيذ إرادته بطرق مختلفة. عادة ما تكون هذه الطرق متقنة تمامًا (راجع التنوير الإلهي)، ولكن عادة ما تتعامل النصوص الدينية مع الحوادث المهمة حيث يتعامل فيها الإله مباشرة مع بشر بعينهم.
هناك ثلاثة مفاهيم مختلفة ولكنها ذات صلة بالوجود الإلهي:
- الوجود الإلهي في الطبيعة
- الوجود الإلهي بين البشر
- الوجود الإلهي في البشر

في المصطلحات اللاهوتية، لا يهم وجود الله في الطبيعة بقدر وجوده بين البشر. قد يكون هذا الوجود في العقل، ولكن قد يُنظر إلى الكائنات غير المرئية التي تؤثر في التصور البشري على أنها كائنات خارجية أو بيئية أو طبيعية.
وهو المفهوم المشترك بين العديد من التقاليد الدينية، وموجود في العديد من التصورات المستمدة باستقلال، ولكل من هذه التصورات مصطلح ثقافي مميز. بعض المفاهيم والمصطلحات ذات الصلة المختلفة هي:
- أم (هندوسية) - البوذية والهندوسية (أديان هندية) اسم يستدعي مفاهيم وحدانية الله والوجود المطلق في العالم المعبود للإله.
- البراهمان - الهندوسية، خصائص الوجود الفائقة لـالخالق، براهما، من المفهوم أنه يُظهر نفسه على أنه «ضوء» داخل الإنسان.
- الظهور الإلهي أو وجه الإله؛ كناية عن لقاء قريب مع الإله ذاته
- الروح القدس - (راجع الروح والقداسة) - المسيحية
- المحايثة - مصطلح ذو صلة يستخدم في الغموضية الدينية
- الضوء الداخلي - يستخدم هذا المصطلح في ديانات مختلفة للإشارة إلى الوجود الإلهي على أنه «ضوء». جمعية الأصدقاء الدينية المتعلقة بهذا المفهوم على أنه اعتقاد أساسي.
- الضوء (الإلهيات) - هو طلعة الوجود الإلهي مع صفات فكر الإضاءة والعقل والمعرفة: والبصيرة والحكمة والوجود والحب الإلهي
- الروح الإلهية - مصطلح لاتيني استخدم تاريخيًا للتعبير عن «الوجود» وللإشارة إلى فكرة الدين الروماني
- الوجود الإلهي (كاثوليكية) الكاثوليكية المسيحية
- يستطيع المخدر إنتاج شعور وجود الإله
- مكان الوجود الإلهي - مصطلح يهودي يعبر عن وجود الإله في مكان مقدس (المعبد)، ونتيجة لرمزية المعبد على أنه المكان التمثيلي لجسم الإنسان، فإنها تشير أيضًا إلى وجود الإله في الإنسان.
- التجلي الإلهي - ظهور الإله العلني للشخص
- ملكوت الله - وفقًا لإنجيل لوقا 17:21،[1] ملكوت الله داخلنا.
- الوعي الشديد - هو مستوى عالٍ من الوعي، ويحظى به الأقرب من الإله. تسمى مجتمعة بالوعي الجماعي

## كائنات أخرى لها وجود إلهي
- ملاك - عادة ما يكون كائنًا خارقًا للعادة البشرية، ولكن في بعض الاستخدامات قد تشير إلى مظهر من مظاهر الإله تحت ستار زائف يحتوي شخصية الإنسان، ومن ثم يمكنه التفاعل مع شخص دون الكشف عن ذاته علنًا
- إيمانويل - «الإله [يكون] معنا»، هو مفهوم إنجيلي يتعامل مع فكرة الوجود الإلهي، ويستخدم في كثير من الأحيان بواسطة المسيحيين على أنه لقب يسوع
- إلوهيم - معاني نظرية مختلفة مثل «استضافة الملائكة»، أو إشارة إلى الإله على أنه موجود مع العديد من الجوانب والمظاهر
- ملاك الوجود - اسم للإشارة إلى ملاك الخروج

مفهوم ذو صلة هو أن يسوع قادر على الوجود في حياة البشر؛ وقد يشير إلى مفهوم التثليث على وجه التحديد أو وصفه عن طريق مصطلحات مختلفة:
- المسيح - معنى المصطلح «الممسوح» المسيح منقذ البشرية في الماضي والحاضر والمستقبل.
  - أفخارستيا أو القربان المقدس - يرمز إلى إعادة عرض أو ذكرى القداس المسيحي لتضحية المسيح بواسطة الخبز والخمر
  - الوجود الحقيقي - توجد فكرة وجود المسيح حقيقة في الأسرار المقدسة
  - الاعتقاد الكنسي بتحول الخبز والخمر إلى جسد وروح المسيح - فكرة اللوثرية عن وجود المسيح في أنواع القربان المقدس مع الجوانب هذه التي لا تزال موجودة بقوة
  - تحويل الخبز إلى جسد المسيح - مفهوم كاثوليكي وأرثوذكسي (تختلف المصطلحات) لحضور المسيح كاملاً وفعليًا في الأفخارستيا مع الأنواع المادية الغائبة تمامًا